# Pancerniki typu Gangut
Pancerniki typu Gangut – pierwsze drednoty zbudowane dla Marynarki Wojennej Imperium Rosyjskiego.
Zamówione w 1909 roku, weszły do służby w 1914. Podczas I wojny światowej służyły na Bałtyku, a po wojnie weszły w skład floty radzieckiej. W okresie międzywojennym trzy jednostki zostały zmodernizowane. Brały następnie aktywny udział w II wojnie światowej.  
Zbudowano 4 okręty tego typu. W latach 20., po wejściu w skład radzieckiej floty, wszystkie okręty otrzymały nowe nazwy.  Podczas II wojny światowej 2 z nich powróciły do pierwotnych nazw.
- „Gangut – Oktiabrskaja Riewolucyja” – rozpoczęcie budowy 16 czerwca 1909[a], zwodowany 20 października 1911, wszedł do służby 11 stycznia 1915. Od 1941 ostrzeliwał niemieckie wojska oblegające Leningrad. Po 1954 okręt szkolny. Złomowany w 1959.
- „Pietropawłowsk – Marat” – rozpoczęcie budowy 16 czerwca 1909, zwodowany 22 września 1911, wszedł do służby 5 stycznia 1915. W 1941 zbombardowany przez Luftwaffe, następnie osiadł na dnie, a w późniejszym czasie po podniesieniu z dna ostrzeliwał oddziały niemieckie oblegające Leningrad, od 1950 roku – okręt szkolny „Wołchow”, w 1953 wycofany ze służby i złomowany.
- „Siewastopol – Pariżskaja Kommuna” – ponownie „Siewastopol” – rozpoczęcie budowy 16 czerwca 1909, zwodowany 10 lipca 1911, wszedł do służby 30 listopada 1914. Podczas I wojny światowej służył na Bałtyku. W czasie II wojny światowej działał w rejonie Morza Czarnego. Od 1954 okręt szkolny. W 1957 złomowany.
- „Połtawa – Frunze” – rozpoczęcie budowy 16 czerwca 1909, zwodowany 23 lipca 1911, wszedł do służby 30 grudnia 1914 roku. W 1919 na okręcie wybuchł pożar, który spowodował poważne zniszczenia. Podejmowane przez kolejne lata próby remontu i przebudowy kończyły się niepowodzeniem.

Nazwa Gangut (ros. Гангут) to rosyjska transliteracja szwedzkiej nazwy półwyspu Hanko (szw. Hangö udd).

## Dane taktyczno-techniczne
- Maszyny: 4 turbiny parowe, 25 kotłów parowych Yarrowa, 52 000 koni mechanicznych
- Zasięg: 3200 mil morskich przy 10 węzłach. 1170 ton ropy naftowej i 3000 ton węgla kamiennego
- Uzbrojenie: 
  - 12 dział kalibru 305 milimetrów w 4 potrójnych wieżach
  - 16 dział kalibru 120 milimetrów w pojedynczych kazamatach
  - 1 działo kalibru 76 milimetrów
  - 4 wyrzutnie torped kalibru 450 mm.
- Pancerz: 9 cali pas pancerny, 8 cali wieże, 3 cale pokład.